# Vorwahlen zur Präsidentschaftswahl in den Vereinigten Staaten 2008
Die Vorwahlen zur Präsidentschaftswahl in den Vereinigten Staaten 2008 waren Wahlen, die von den Parteien in den Vereinigten Staaten durchgeführt wurden, um landesweite Kandidaten für die Präsidentschaftswahl in den Vereinigten Staaten 2008 zu bestimmen.
Da sich die Verfahren je nach Partei und Bundesstaat stark unterscheiden, sind die Vorwahlen im Wesentlichen ein Überbegriff für die Entscheidung darüber, welcher Kandidat landesweit antreten wird. Bei den großen Parteien handelt es sich um eine Serie von Wahlen in allen 50 Bundesstaaten sowie weiteren Territorien der Vereinigten Staaten, bei denen Delegierte gewählt werden, die dann über den Kandidaten an einem nationalen Parteitag entscheiden.

## Verfahren
Jeder Staat hat sein eigenes Verfahren zur Durchführung der Vorwahlen, die sich je nach Partei noch unterscheiden können. So ist zwar meistens der Typ der Vorwahl bei beiden großen Parteien der gleiche, aber Wahltermin und die genaue Zuteilung der Delegierten unterscheidet sich.
Folgende Typen von Vorwahlen gibt es:
- Bei den Primaries wird wie bei der eigentlichen Präsidentschaftswahl mit einem Wahlzettel abgestimmt. Bei geschlossenen Primaries dürfen nur die registrierten Wähler der abzustimmenden Partei und bei den offenen Primarys die registrierten Wähler aller Parteien ihre Stimme abgeben.
- Bei einem Caucus treffen sich alle registrierten Wähler einer Partei. Die Wähler trennen sich dabei in Gruppen auf, je nachdem welchen Kandidaten sie unterstützen. Die unentschlossenen Wähler werden anschließend von den einzelnen Gruppen umworben. Am Ende des Caucus zählen die Verantwortlichen die Leute der einzelnen Gruppen und stellen so das Ergebnis der Wahl zusammen. Hierbei muss man dieses Verfahren zumindest bei den Demokraten wörtlich sehen: In einer Ecke der Wahlhalle treffen sich z. B. die Anhänger von Kandidat A, in der gegenüberliegenden die von Kandidat B etc. Bei den Republikanern läuft dagegen ein Caucus am Ende des Tages so ab, wie Parteiversammlungen hierzulande: Die Abgeordneten schreiben den Namen „ihres“ Kandidaten auf einen Zettel, am Ende wird ausgezählt. Allerdings gibt es auch in diesem Punkt Unterschiede in den einzelnen Staaten.
- Weiterhin gibt es die sogenannte State Convention, die einen Parteitag des Staates darstellt. Die beiden großen Parteien nutzen diese Versammlungen meist nur noch, um die zuvor bei Primarys oder Caucuses gefällten Entscheidungen zu bestätigen. In einzelnen Staaten bestimmt der Parteitag auch selbst noch über einen Teil der Delegierten. In den kleineren Parteien spielen diese Parteitage eine größere Rolle, da hier nicht in allen Fällen eine allgemeine Vorwahl durchgeführt wurde.

Bei der Anzahl der Delegierten, die ein Kandidat zugesprochen bekommt, gibt es bei Demokraten und Republikanern Unterschiede:
- Die Demokraten haben ein an die Proportionalität angenähertes System. Das heißt, jeder Kandidat bekommt je nach Ergebnis die entsprechenden Delegierten zugesprochen. Jedoch wird ein nicht unerheblicher Anteil der Delegierten nicht durch Wahlen bestimmt, vielmehr haben Mitglieder des Kongresses (Abgeordnetenhaus, Senat), andere Gewählte sowie Funktionäre der Partei automatisch den Delegiertenstatus.
- Die Republikaner vergeben die Delegierten entweder nach dem proportionalen System wie die Demokraten oder nach der „The winner takes them all“-Methode. Dabei werden dem Gewinner einer Vorwahl alle Delegierten zugesprochen.[1]

Die Bundesstaaten Iowa und New Hampshire sind von besonderer Bedeutung, da sie traditionell die ersten Primary- beziehungsweise Caucus-Staaten sind und für den jeweiligen Sieger eine bedeutende mediale Berichterstattung nach sich ziehen. Daher ist das Hauptziel der meisten Bewerber, in diesen Staaten ein gutes Resultat zu erzielen, um für den „Super Tuesday“ am 5. Februar 2008 eine erfolgversprechende Ausgangsposition zu haben.

## Kandidaten

### Demokratische Partei
| Kandidat        | Bild             | Amt                                   | Ausstiegsdatum                            | Positionen zu Wahlkampfthemen (englisch) | Wahlkampf-Website (englisch) |
| --------------- | ---------------- | ------------------------------------- | ----------------------------------------- | ---------------------------------------- | ---------------------------- |
| Barack Obama    | Barack Obama     | Senator aus Illinois                  | Präsidentschaftskandidat                  |                                          | W                            |
| Hillary Clinton | Hillary Clinton  | Senatorin aus New York                | 7. Juni 2008                              |                                          | W                            |
| Mike Gravel     | Mike Gravel      | Ehemaliger Senator aus Alaska         | 26. März 2008 (Parteiwechsel)             | P                                        | W                            |
| John Edwards    | John Edwards     | Ehemaliger Senator aus North Carolina | 30. Jan. 2008                             |                                          |                              |
| Dennis Kucinich | Dennis Kucinich  | Abgeordneter aus Ohio                 | 25. Jan. 2008                             |                                          |                              |
| Bill Richardson | Bill Richardson  | Gouverneur von New Mexico             | 10. Jan. 2008                             |                                          |                              |
| Joe Biden       | Joe Biden        | Senator aus Delaware                  | 3. Jan. 2008 Vizepräsidentschaftskandidat |                                          |                              |
| Chris Dodd      | Christopher Dodd | Senator aus Connecticut               | 3. Jan. 2008                              |                                          | W                            |

### Republikanische Partei
| Kandidat      | Bild          | Amt                                               | Ausstiegsdatum                | Positionen zu Wahlkampfthemen (englisch) | Wahlkampf-Website (englisch) |
| ------------- | ------------- | ------------------------------------------------- | ----------------------------- | ---------------------------------------- | ---------------------------- |
| John McCain   | John McCain   | Senator aus Arizona                               | Präsidentschaftskandidat      | P                                        | W                            |
| Ron Paul      | Ron Paul      | Abgeordneter aus Texas                            | 12. Juni 2008                 |                                          | W                            |
| Alan Keyes    | Alan Keyes    | Ehemaliger US-Botschafter bei den UN aus Maryland | 4. März 2008 (Parteiaustritt) |                                          | W                            |
| Mike Huckabee | Mike Huckabee | Ehemaliger Gouverneur von Arkansas                | 4. März 2008                  | P                                        | W                            |
| Mitt Romney   | Mitt Romney   | Ehemaliger Gouverneur von Massachusetts           | 7. Feb. 2008                  |                                          | W                            |
| Rudy Giuliani | Rudy Giuliani | Ehemaliger Bürgermeister von New York City        | 30. Jan. 2008                 |                                          |                              |
| Fred Thompson | Fred Thompson | Ehemaliger Senator aus Tennessee                  | 22. Jan. 2008                 |                                          |                              |
| Duncan Hunter | Duncan Hunter | Abgeordneter aus Kalifornien                      | 19. Jan. 2008                 | P                                        | W                            |

### Green Party
Nominierungsparteitag vom 10. bis 13. Juli in Chicago, Illinois.
| Kandidat         | Bild             | Amt                                          | Vizepräsidentschaftskandidat | Wahlkampf-Website (englisch) |
| ---------------- | ---------------- | -------------------------------------------- | ---------------------------- | ---------------------------- |
| Cynthia McKinney | Cynthia McKinney | Ehemaliges Mitglied des Repräsentantenhauses | Rosa Clemente                |                              |

### Constitution Party
Nominierungsparteitag am 26. April 2008 in Kansas City, Missouri.
| Kandidat      | Amt                                                                               | Vizepräsidentschaftskandidat | Wahlkampf-Website (englisch) |
| ------------- | --------------------------------------------------------------------------------- | ---------------------------- | ---------------------------- |
| Chuck Baldwin | Priester, Radiomoderator und Vizepräsidentschaftskandidat der Partei im Jahr 2004 | Darrell Castle               |                              |

### Libertarian Party
Nominierungsparteitag am 25. Mai 2008 in Denver, Colorado.
| Kandidat | Bild     | Amt                                                                        | Vizepräsidentschaftskandidat | Wahlkampf-Website (englisch) |
| -------- | -------- | -------------------------------------------------------------------------- | ---------------------------- | ---------------------------- |
| Bob Barr | Bob Barr | Ehemaliger republikanischer Kongressabgeordneter aus Georgia, Rechtsanwalt | Wayne Allyn Root             | W                            |

Der demokratische Präsidentschaftsbewerber Mike Gravel, dessen Wahlkampf aber weitgehend unbeachtet blieb, hatte sich nach seinem Parteiaustritt um die Nominierung der Libertarian Party bemüht. Nach seinem Scheitern verkündete er das Ende seiner politischen Karriere.
Bob Barr ist seit der Präsidentschaftswahl 1988 das erste Mitglied des Repräsentantenhauses, das für eine Drittpartei als Präsidentschaftskandidat antritt. Er wird als Alternative für konservative Wähler gesehen, die sich mit dem als moderat geltenden McCain nicht anfreunden können.

### Prohibition Party
Nominierungsparteitag am 14. September 2007 in Indianapolis, Indiana.
| Kandidat      | Amt                                                           | Vizepräsidentschaftskandidat | Wahlkampf-Website (englisch) |
| ------------- | ------------------------------------------------------------- | ---------------------------- | ---------------------------- |
| Gene Amondson | Priester und Präsidentschaftskandidat der Partei im Jahr 2004 | Leroy Pletten                | W                            |

### Socialist Party USA
Nominierungsparteitag am 20. Oktober 2007 in St. Louis, Missouri.
| Kandidat    | Amt                           | Vizepräsidentschaftskandidat | Wahlkampf-Website (englisch) |
| ----------- | ----------------------------- | ---------------------------- | ---------------------------- |
| Brian Moore | Manager im Gesundheitsbereich | Stewart Alexander            | W                            |

### Socialist Workers Party
| Kandidat     | Amt        | Vizepräsidentschaftskandidat | Wahlkampf-Website (englisch) |
| ------------ | ---------- | ---------------------------- | ---------------------------- |
| Róger Calero | Journalist | Alyson Kennedy               | W                            |

Róger Calero ist nicht in den Vereinigten Staaten geboren und auch kein amerikanischer Staatsbürger. Er kann daher aus verfassungsrechtlichen Gründen kein Präsident werden, und seine Kandidatur wäre in zahlreichen Staaten auch nicht möglich. Seine Partei behalf sich in der vergangenen Wahl, als ebenfalls Calero Kandidat war, damit, dass sie den Kandidaten von 2000, James Harris, als Kandidaten auf dem Wahlzettel einschreiben ließ. Allerdings ist es Calero auch im Falle einer Mehrheit unter den Wahlmännern nicht möglich, zum Präsidenten gewählt zu werden.

### Unabhängige Kandidaten
Der Bürgermeister von New York City, Michael Bloomberg, betrieb eine Wähleranalyse in allen 50 US-Staaten und galt als potentieller parteiloser Kandidat, entschied sich Ende Februar 2008 aber gegen eine Kandidatur fürs Weiße Haus.
Am 24. Februar 2008 verkündete Ralph Nader, dass er als unabhängiger Kandidat in den Präsidentschaftswahlkampf einsteige. Der Verbraucheranwalt hatte schon in den Jahren 2000 und 2004 für das Weiße Haus kandidiert und erhielt dabei 2,7 % beziehungsweise 0,4 % der Stimmen. Nader wollte die Themen Umweltschutz und Sicherheit am Arbeitsplatz in den Mittelpunkt seines Wahlkampfes stellen.
| Kandidat            | Amt                                                             | Vizepräsidentschaftskandidat | Wahlkampf-Website (englisch) |
| ------------------- | --------------------------------------------------------------- | ---------------------------- | ---------------------------- |
| John Taylor Bowles  | Ladenbesitzer, National Socialist Order of America              | Matthew Ramsey               | W                            |
| Jackson Kirk Grimes | United Fascist Union                                            |                              | W                            |
| Frank Moore         | Performancekünstler                                             | Susan Block                  | W                            |
| Ralph Nader         | Verbraucheranwalt, mehrfacher Präsidentschaftskandidat          | Matt Gonzalez                | W                            |
| Jonathon Sharkey    | Boxer, Wrestler und Satanist, Vampires, Witches and Pagan Party |                              |                              |

## Verlauf

### Demokratische Vorwahlen

#### Ausgangslage
In nationalen Umfragen führte Hillary Clinton im Dezember 2007 noch mit 45 % deutlich vor Barack Obama mit 27 % und John Edwards mit 15 %, bevor es im Januar nach den Wahlen in Iowa zu starken Verlusten für Clinton kam. Die Januar-Umfragen zeigten Clinton und Obama mit je 33 % Kopf an Kopf und Edwards mit 20 % ebenfalls mit deutlichen Gewinnen.

#### Vor dem Super Tuesday
In Iowa konnte Obama bei den ersten Vorwahlen deutlich vor Edwards und Clinton die meisten Stimmen auf sich ziehen, obwohl Clinton im Herbst 2007 noch einen Vorsprung von mehr als 10 % auf Obama und Edwards hatte. In einer im November 2007 durchgeführten Umfrage lag Obama schließlich das erste Mal vor Clinton und baute seinen Vorsprung von da an kontinuierlich aus. Joe Biden und Chris Dodd kündigten nach ihren Niederlagen in Iowa ihren Rückzug aus dem Wahlkampf an.
In New Hampshire, wo die Vorwahlen am 8. Januar stattfanden, konnte Obama seinen Sieg von Iowa nicht wiederholen. Nachdem sich Ende Dezember Clintons Vorsprung von ursprünglich mehr als 20 % auf wenige Prozentpunkte reduzierte, zeigten einige nach dem Iowa Caucus durchgeführte Umfragen Obama bereits circa 10 % vor Clinton. Laut Prognosemarkt, der das Ergebnis in Iowa richtig vorausgesagt hatte, lag die Wahrscheinlichkeit, dass Obama die Vorwahlen in New Hampshire gewinnt, bei über 90 Prozent. Trotz allem lag Clinton am Ende knapp vor Obama. Am Abend hielt Obama eine Rede, die wenig später von dem Rapper will.i.am zu einem Musikvideo unter dem Titel Yes We Can verarbeitet wurde und ein ungeahnter Erfolg im Internet wurde.
In Nevada gewann Clinton die Vorwahlen vom 19. Januar mit 51 % der Stimmen. Ihr stärkster Konkurrent Obama kam mit 45 % nur auf Rang zwei, obwohl viele mit einem Sieg von ihm rechneten, da sich die einflussreiche Gewerkschaft Culinar Union für ihn aussprach. Wegen der proportionalen Verteilung der Stimmen nach Stimmbezirken bekam Obama von Nevada allerdings eine Delegiertenstimme mehr als Clinton. John Edwards konnte nur 4 % der Stimmen für sich gewinnen.
In South Carolina, dem vierten Vorwahlstaat der Demokraten, konnte Obama mit über 55 % einen klaren Sieg gegen seine schärfste Rivalin Hillary Clinton, die auf 27 % kam, einfahren. John Edwards erhielt in seinem Geburtsstaat 18 % der Stimmen. Obama verdankt seinen Sieg vor allem den schwarzen Wählern, von denen 80 % für ihn votierten.
In Florida konnte Clinton mit 50 % einen klaren Sieg gegen Obama, der auf 33 % kam, erreichen. Es wurden jedoch keine Delegierten verteilt, da Florida die Vorwahlen vor dem 5. Februar abhielt und somit gegen parteiinterne Regeln verstieß. Im Anschluss an die Vorwahl in Florida zog John Edwards seine Kandidatur zurück.

#### Super Tuesday
Bei den Vorwahlen vom 5. Februar 2008, die bei den Demokraten in 21 Bundesstaaten sowie in Amerikanisch-Samoa stattfanden, setzte sich das Kopf-an-Kopf-Rennen von Clinton und Obama fort. Hochrechnungen zufolge gewann Obama zwar mehr Bundesstaaten, doch da sich Clinton in den bevölkerungsreichen Staaten wie Kalifornien durchsetzen konnte, gewann sie mehr Delegiertenstimmen. Somit brachte der Super Tuesday bei den Demokraten keine Vorentscheidung.

#### Nach dem Super Tuesday
In Nebraska, Washington und Louisiana konnte Obama am 9. Februar siegen. Außerdem gewann er in dem US-Außengebiet Virgin Islands. Am 10. Februar konnte Obama entgegen den Erwartungen auch in Maine siegen und übernahm spätestens seit den darauffolgenden Siegen in Maryland, Virginia und Washington, D.C. die Führung bei den Delegiertenstimmen. Außerdem siegte er am 19. Februar in den Vorwahlen von Wisconsin mit 17 % Vorsprung auf seine Rivalin Hillary Clinton und in Hawaii bekam er mehr als drei Viertel aller abgegebenen Stimmen.

#### März
Nach elf Siegen von Obama in Folge war von vielen Kommentatoren prognostiziert worden, dass Clintons Kampagne nicht mehr zu retten sei, weil Obama auch in Staaten mit generell eher Clinton zugewandter Demographie wie z. B. Wisconsin erhebliche Rückstände aufholen konnte. Zudem wurden Clintons Auftritte in den letzten Fernsehdebatten durchwachsen beurteilt. Weiterhin konnte Obama erheblich mehr Spendengelder einsammeln. Clinton müsse daher am 4. März die delegiertenreichen Staaten Ohio und Texas mit deutlichen Vorsprüngen gewinnen, um noch einmal ins Rennen zu kommen. Dies gelang ihr, und auch in Rhode Island konnte sie mehr Stimmen auf sich vereinigen als Obama. Dieser konnte an diesem Tag lediglich die Vorwahl in Vermont gewinnen. Daher wurde der 4. März als Comeback von Clinton gewertet. Allerdings stellte sich später heraus, dass Texas nicht eindeutig an Clinton ging. In Texas fanden eine Vorwahl, die rund zwei Drittel der Delegierten bestimmten, und ein Caucus, der rund ein Drittel der Delegierten bestimmten, parallel statt. Da Obama den Caucus gewann, erhielt er nach den vorläufigen Ergebnissen sogar mehr Delegierte als Clinton. Letztendlich blieben die Abstände bei der Anzahl der Delegierten nahezu gleich. In den Umfragewerten lag Clinton vorne, aber schon Tage später schmolz der Vorsprung wieder zu einem Patt zusammen.
Die im März verbleibenden Vorwahlen gewann Obama beide: In Wyoming, dem bevölkerungsärmsten Staat, waren zwar nur zwölf Delegierte zu vergeben, aber wegen der Spannung im Rennen genoss der Staat ungewöhnliche Aufmerksamkeit. Obama konnte dort mit über 20 Prozentpunkten Vorsprung gewinnen. Ebenso deutlich fiel das Ergebnis am 11. März in Mississippi aus, wo Obama mit 61 % gegen Clinton gewann.

#### April
Es folgte ein sechswöchiger Abschnitt ohne Vorwahl, in dem die Schärfe des Wahlkampfes weiter zunahm. In Ermangelung weiterer Ergebnisse verlegte sich die Wahrnehmung in der Öffentlichkeit auf die Beobachtung von Umfragen und eventuellen Fehlern der Kandidaten. So brachen Obamas Umfragewerte vorübergehend ein, als bekannt wurde, dass er lange Zeit der Gemeinde des umstrittenen Predigers Jeremiah Wright angehört hatte. Hillary Clinton konnte zeitweise in den Umfragen aufholen. Obama reagierte mit einer vielbeachteten Rede zur Rassenproblematik in den USA. Danach stellte sich der vormalige Vorsprung von Obama wieder ein. Clinton stolperte über eine Äußerung, in der sie ihren Besuch als First Lady in Bosnien im Jahr 1996 beschrieben hatte. Dort hatte sie behauptet, sie hätten mit eingezogenen Köpfen auf dem Flugplatz von Tuzla rennen müssen, um kein Ziel für Scharfschützen darzustellen. Die Videos von der Ankunft zeigten Clinton allerdings lächelnd und Hände schüttelnd. Sie musste daraufhin einräumen, dass sie übertrieben hatte. Auch schlugen die Entlassung ihres Beraters Mark Penn sowie finanzielle Probleme ihrer Kampagne Wellen. Kurz vor den Vorwahlen in Pennsylvania am 22. April kam Obama erneut in Probleme, als eine Äußerung von ihm in den Fokus der Öffentlichkeit geriet, bei der er gesagt hatte, dass die einfache Arbeiterschaft verbittert sei. Die Kandidaten warben unterdessen weiter um die Superdelegierten. Clinton konnte dort die Nase vorn behalten, auch wenn ihr Vorsprung deutlich schmolz.
Trotz aller Wirren stürzte aber keiner der Kandidaten in den Umfragen ab. Letztendlich wurde der Wahl am 22. April in Pennsylvania eine ähnliche Bedeutung wie den Wahlen am 4. März zugemessen, so dass Clinton dort in jedem Fall dort einen deutlichen Sieg einfahren musste, um weiter glaubwürdig im Wahlkampf bleiben zu können. Es gelang ihr, mit 10 Prozentpunkten Vorsprung vor Obama zu gewinnen.

#### Mai
Der lange Vorwahlkampf sorgte zunehmend für Ermüdungserscheinungen und Verbitterung. Es wurde deutlich, dass Obama bei bestimmten Bevölkerungsschichten, vor allem der weißen Mittelschicht, nicht punkten konnte, so dass Clinton immer wieder Bundesstaaten gewann, in denen diese Gruppen besonders stark sind. Obwohl Obama klar in Führung lag, war sein Vorsprung nicht ausreichend, um einen Sieg von Clinton unmöglich zu machen. Clinton wiederum war nicht bereit, aufzugeben.
Am 3. Mai fanden in Guam Caucuses statt, bei denen aber nur acht halbe Delegiertenstimmen vergeben wurden. Beide Kandidaten erhielten je vier. Der letzte große Wahltag war am 6. Mai in North Carolina und Indiana. An diesem Tag waren 187 Delegierte zu vergeben. Barack Obama konnte dabei in North Carolina trotz der Kontroverse um die Aussagen seines ehemaligen Pastors Jeremiah Wright einen deutlichen Sieg einfahren, während Hillary Clinton in Indiana nur ganz knapp gewann.
Am 14. Mai 2008 gab der ehemalige demokratische Präsidentschaftskandidat John Edwards in Grand Rapids seine Unterstützung für Barack Obama bekannt.
Die Wahlen am 20. Mai endeten erneut geteilt. In Kentucky, wo Clintons Stammwählerschichten einen großen Teil der Bevölkerung stellen, gewann sie mit 36 Prozentpunkten Vorsprung. Bei der Wahl in Oregon hingegen gewann Obama mit 18 Prozentpunkten Vorsprung.
Im Laufe des Mai zeichnete sich die Wende bei den Superdelegierten ab. Diese hatten lange Zeit Hillary Clinton mit großer Mehrheit unterstützt, wobei sich aber viele überhaupt noch nicht erklärt hatten. Nun schmolz dieser Vorsprung immer weiter zusammen. Mitte Mai gab es die ersten Meldungen, dass Obama Clinton eingeholt hatte. Bis zum Ende des Monats lag Obama auch bei den Superdelegierten klar in Führung.

#### Juni
Während des ganzen Frühlings liefen Bemühungen von Hillary Clintons Team, die Delegierten der Staaten Florida und Michigan zum Parteitag zuzulassen. Diesen Staaten waren die Delegierten aberkannt worden, weil sie ihre Wahlen regelwidrig vor dem 5. Februar abgehalten hatten. Weiterhin wurden die Kandidaten dazu angehalten, keinen Wahlkampf dort zu betreiben. Obama ließ zudem seinen Namen von der Kandidatenliste in Michigan streichen und empfahl denen, die für ihn stimmen wollten, „Uncommitted“ (d. h. unverpflichtet) zu wählen. Clinton gewann beide Wahlen deutlich und sprach sich mit dem Argument, das Vorgehen der Partei sei undemokratisch, für das volle Stimmrecht der Delegierten ein. Dies war aber sehr umstritten, da dies Clinton bevorteilt hätte. Vorschläge reichten von einer vollen Anrechnung bis hin zu einer Neuwahl. In Michigan erteilte man solchen Überlegungen aber eine Absage. Der Disput wurde erst Anfang Juni geschlichtet, als der Regelausschuss der Demokratischen Partei beschloss, die Delegierten teilnehmen zu lassen, aber nur mit halbem Stimmrecht. Dies ähnelt der Sanktion der Republikaner, die die Delegiertenstimmen aus zu früh abgehaltenen Vorwahlen ebenso halbierte. Weiterhin wurden die „Uncommitted“-Stimmen aus Michigan für Obama gerechnet. Obwohl Clinton damit aufholte, wurde die Entscheidung allgemein als Niederlage für sie gewertet, da es damit nahezu aussichtslos wurde, den Vorsprung Obamas noch einzuholen. Das Team von Clinton behielt sich Einspruchsmöglichkeiten vor.
Bei den Vorwahlen in Puerto Rico am 1. Juni gewann sie jedoch erneut mit erheblichem Vorsprung.
Die letzten Vorwahlen fanden am 3. Juni in Montana und South Dakota statt. Obwohl in beiden Staaten ein Gewinn Obamas vorhergesagt worden war, gewann Clinton überraschend in South Dakota.
Am gleichen Tag überschritt Obama auch die Marke von 2118 Delegierten, die für eine Nominierung benötigt worden waren. Die Medien führen Obama nun als „presumptive nominee“ („designierter Kandidat“).
Clinton gestand ihre Niederlage zunächst nicht ein. Am 4. Juni besuchte sie ihr Wahlkampfteam in Arlington und teilte ihnen mit, dass sie ihre Dienste ab Freitag nicht mehr benötigen werde. In einer offiziellen Meldung hieß es, sie werde am 7. Juni ihre Unterstützung für Barack Obama erklären.

#### Juli
Um den Vorwürfen zu begegnen, er habe keine außenpolitische Erfahrung, unternahm Barack Obama eine Auslandsreise, in deren Rahmen er auch am 24. Juli eine vielbeachtete Rede an der Siegessäule in Berlin hielt.

#### August
Am 13. August wurde der Superdelegierte und Parteichef in Arkansas Bill Gwatney in dem Wahlkampfbüro der Demokraten in Little Rock erschossen. Er galt als enger Freund Hillary Clintons.
Am 23. August wurde bekannt, dass sich Barack Obama für Joe Biden als Vizepräsidentschaftskandidat entschieden hat.
Der Parteitag fand vom 25. bis 28. August in Denver, Colorado statt. Mit Spannung erwartet wurden die Reden von Hillary und Bill Clinton, da es galt, die Anhänger der knapp unterlegenen Kandidatin Clinton nun für die Unterstützung von Barack Obama zu gewinnen. Beide stellten sich hinter Obama. Hillary Clinton beantragte während der laufenden Auszählung der Delegiertenstimmen, Barack Obama per Akklamation zum Präsidentschaftskandidaten zu küren. Dies wurde angenommen. Barack Obama hielt zum Abschluss des Parteitags vor 80.000 Menschen eine Rede, die von verschiedenen Kommentatoren als sehr positiv aufgenommen wurde.

### Republikanische Vorwahlen
Anfang 2007 galt Rudy Giuliani, der ehemalige Bürgermeister von New York City, laut nationalen Umfragen noch als unangefochtener Favorit der Republikaner. Im März etwa lag sein Vorsprung auf den damals zweitplatzierten John McCain bei ungefähr 20 %. Die an Zuspruch gewinnenden Kandidaturen von Mitt Romney und Fred Thompson führten in der zweiten Jahreshälfte zu einem Vierkampf um die Nominierung. In Iowa konnte Mike Huckabee Anfang Dezember in Meinungsumfragen stark zulegen, was nach seinem Sieg bei den dortigen Parteiversammlungen im Januar 2008 erstmals zur nationalen Führung umschlug. Allerdings ging der lange Zeit als Außenseiter gehandelte Senator John McCain in den Umfragen bald in Führung.
In den Bundesstaaten, in denen die ersten Vorwahlen abgehalten wurden, zeichnete sich zunächst kein Favorit ab:
Während in Iowa Mike Huckabee deutlich vor Mitt Romney gewinnen konnte, konnte McCain nach starken Zugewinnen im Dezember und Januar den Staat New Hampshire vor Mitt Romney gewinnen. Am 5. Januar wurde außerdem in Wyoming eine Vorwahl abgehalten, die aber als zweiter Caucus in den Vorwahlen auf wenig Interesse der Kandidaten und Medien stieß. Diese konnte Romney klar für sich entscheiden, ebenso wie die Vorwahlen in Michigan und Nevada, wo er jedoch als einziger Kandidat seiner Partei Wahlkampf machte. Am 19. Januar konnte John McCain die Vorwahlen in South Carolina knapp vor Mike Huckabee für sich entscheiden, ebenso gewann er am 29. Januar knapp vor Mitt Romney in Florida. Rudy Giuliani hatte bewusst auf eine riskante Strategie gesetzt, indem er die ersten Vorwahlen ausließ und stattdessen in Florida Wahlkampf betrieben. Er hatte seine Chancen in den frühen Vorwahlstaaten eher schwach eingeschätzt und hoffte, die zahlreichen aus Neuengland eingewanderten Einwohner Floridas auf seine Seite ziehen zu können. Allerdings erwies sich dies als großer Fehler, da er hierdurch in den Medien kaum wahrgenommen wurde. Er erreichte nur den dritten Platz und zog daraufhin seine Kandidatur zurück. Er sprach sich für McCain aus. Die weniger beachtete Vorwahl in Maine konnte Mitt Romney mit großen Vorsprung vor John McCain gewinnen.
Am Super Tuesday, dem 5. Februar 2008, fanden bei den Republikanern Vorwahlen in insgesamt 21 Bundesstaaten statt. John McCain konnte mit Siegen in neun Bundesstaaten, unter anderem in Kalifornien und New York, seine Favoritenrolle bestätigen. Seine Konkurrenten Mitt Romney und Mike Huckabee siegten in sieben beziehungsweise fünf Staaten, sammelten dabei aber deutlich weniger Delegiertenstimmen als McCain. Nach dem Super Tuesday erklärte Mitt Romney das Ende seiner Präsidentschaftskandidatur. McCain gewann am 12. Februar die Vorwahlen in den Bundesstaaten Virginia und Maryland sowie in der Hauptstadt Washington, D.C. und konnte seinen Vorsprung bei den Delegiertenstimmen ausbauen.
Obwohl Mike Huckabee schon nach dem Super Tuesday deutlich zurücklag und seitdem keine weitere Vorwahl gewinnen konnte, gab er seine Kandidatur nicht auf. Am 4. März erreichte John McCain nach Siegen in Texas, Ohio, Vermont und Rhode Island die erforderliche Anzahl von 1191 Delegierten und ist seither designierter Präsidentschaftskandidat. Mike Huckabee zog an diesem Tag seine Kandidatur zurück.
Es verblieben nur zwei weitere Kandidaten, Ron Paul und Alan Keyes. Letzterer gilt als Dauerkandidat und führte seinen Wahlkampf ohne nennenswertes Interesse der Öffentlichkeit. Am 15. April erklärte er letztendlich seinen Austritt aus der Republikanischen Partei. Er äußerte Interesse an einem Übertritt zur Constitution Party, gab aber keine klare Aussage dazu ab, ob er die Präsidentschaftsnominierung dieser Partei anstrebt. Ron Paul wurde schon als Kandidat für die Libertarian Party gehandelt wurde, für die er 1988 als Kandidat angetreten war. Er betrieb seinen Wahlkampf allerdings aktiv weiter, obwohl er zu diesem Zeitpunkt schon chancenlos war. Letztendlich erklärte er erst nach dem Abschluss aller Vorwahlen seinen Verzicht.
Am 29. August gab John McCain bekannt, dass Sarah Palin, die Gouverneurin des Bundesstaates Alaska, seine Vizepräsidentschaftskandidatin werden soll. Diese galt zwar als unerfahren, aber bei der konservativen Basis der Partei als beliebt. Allerdings wurden schon bald Details ihres Lebenslaufs und privaten Umfelds enthüllt, die vermehrt Kritik hervorriefen. So war die unverheiratete minderjährige Tochter Bristol schwanger; Palin zählt zu den Unterstützern von Enthaltsamkeitskampagnen. Zudem lief gegen sie ein Verfahren wegen Vetternwirtschaft.
Der Parteitag der Republikaner vom 1. bis 4. September in Saint Paul, Minnesota wurde zudem vom Hurrikan Gustav überschattet. Aus Pietät gegenüber den Opfern und der laufenden Evakuierung wurde der erste Tag auf die Formalien beschränkt. Allerdings traten überraschend die First Lady Laura Bush sowie Cindy McCain, die Gattin des Präsidentschaftskandidaten John McCain, gemeinsam auf. Die mit Spannung erwartete Rede der Vizepräsidentschaftskandidatin Sarah Palin am 3. September wurde von den Delegierten bejubelt. Am selben Abend wurde auch die Nominierung offiziell durchgeführt.

### Ergebnisse
siehe Hauptartikel: Vorwahlergebnisse der Präsidentschaftswahl in den Vereinigten Staaten 2008

#### Delegierte
Die Delegierten eines Bundesstaates werden auf Grundlage der Ergebnisse in den Vorwahlen auf die jeweiligen Kandidaten aufgeteilt. Die Delegierten wählen auf den nationalen Parteitagen den Präsidentschaftskandidaten ihrer Partei. Bei den Demokraten gibt es die Besonderheit der Superdelegates (SDG). Das sind Delegierte, die nicht aus den Vorwahlen hervorgehen. Meist sind dies Amtsinhaber und Parteioffizielle, die den von der Partei favorisierten Kandidaten bereits unterstützen. Die Republikaner kennen dagegen verpflichtete und unverpflichtete Delegierte (uD). Von den 4.234 (ehem. 4.050) Delegierten der Demokraten sind 3.438 (ehem. 3.253) verpflichtete Delegierte und 797 Superdelegierte. Bei den Republikanern sind es 2.380 Delegierte, darunter 1.917 verpflichtete Delegierte und 463 unverpflichtete Delegierte. 123 der unverpflichteten Delegierten sind Mitglieder der Republican National Convention (RNC).
Obama hat genug Delegierte gewinnen können, um seine Nominierung zu sichern. Hillary Clinton bleibt aber vorerst noch Kandidatin und hat ihre Bewerbung noch nicht zurückgezogen (Stand 4. Juni 8:03 MEZ). Erst am 7. Juni 2008 zog sie ihre Kandidatur zurück.
| Demokraten (4.234)      | Demokraten (4.234)      | Demokraten (4.234)      | Demokraten (4.234)      | Republikaner (2.380)    | Republikaner (2.380)    | Republikaner (2.380)       | Republikaner (2.380)    |
| Kandidat                | Gewählte Delegierte     | Superdelegierte         | Gesamt                  | Kandidat                | Gewählte Delegierte     | Unverpflichtete Delegierte | Gesamt                  |
| ----------------------- | ----------------------- | ----------------------- | ----------------------- | ----------------------- | ----------------------- | -------------------------- | ----------------------- |
| Barack Obama            | 1.761                   | 393                     | 2.154                   | John McCain             | 1.432                   | 85                         | 1.517                   |
| Hillary Clinton         | 1.636                   | 287                     | 1.923                   | Mike Huckabee           | 272                     | 3                          | 275                     |
| John Edwards            | 13                      | 0                       | 13                      | Mitt Romney             | 255                     | 0                          | 255                     |
|                         |                         |                         |                         | Ron Paul                | 30                      | 0                          | 30                      |
| noch zu vergeben        | 115                     | 179                     | 294                     | noch zu vergeben        | 0                       | 0                          | 320                     |
| Gewinner benötigt 2.118 | Gewinner benötigt 2.118 | Gewinner benötigt 2.118 | Gewinner benötigt 2.118 | Gewinner benötigt 1.191 | Gewinner benötigt 1.191 | Gewinner benötigt 1.191    | Gewinner benötigt 1.191 |

Die Angaben zu Superdelegierten und unverpflichteten Delegierten beziehen sich auf unverbindliche Unterstützungsbekundungen, so genannten Endorsements, die diese gemacht haben. Diejenigen, die eine solche Erklärung noch nicht abgegeben haben, werden unter „noch zu vergeben“ geführt. Das letztliche Abstimmungsverhalten dieser Gruppen von Delegierten kann sich jedoch von den vorherigen Erwartungen unterscheiden, da sie jederzeit das Lager wechseln können.
Ein endgültiges Ergebnis ist für die Demokraten auch nicht festzustellen, da Barack Obama per Akklamation gewählt wurde. Daher gab es keine Stimmenauszählung.